# Větrník (Křižanovská vrchovina)
Větrník (572 m n. m.) je vrchol v České republice, v Křižanovské vrchovině, mezi Jihlavou, Pístovem a bývalým vojenským prostorem u Rančířova. Kousek od vrcholu vede silnice I/38 (tvořící zde obchvat Jihlavy), kterou protíná zelená turistická značka od Skalky kolem Pístovských mokřadů na Okrouhlík. Kousek pod vrcholem směrem k Jihlavě se nachází bývalý vojenský bunkr – pozorovatelna. Svůj název dostal podle dřevěného větrného mlýna, který zde od roku 1801 stával.

## Krkavčí vrch
Krkavčí vrch (také Krkavčí kámen, Popravčí vrch či Merfortův kopec; něm. Rabenstein; 532 m n. m.) je výběžek kopce Větrník přímo nad jihlavskou lokalitou Skalka. Jeden ze svých názvů nese po hospodáři Merfortovi, který nedaleko vrchu vlastnil statek.
Od roku 1582 sloužil k popravám (oběšením, utopením či upálením zaživa) odsouzených žen. Kromě toho místo sloužilo i k hromadným popravám – např. v roce 1604 zde skončil život trojice lupičů, kteří okrádali pocestné v okolí Jihlavy, či v roce 1605 vrazi, kteří u Stonařova okradli a zabili kremžského obchodníka a jeho kočího. Vůbec první poprava se zde ovšem uskutečnila už 18. ledna 1583, kdy zde byl stať jistý vrah Haidenmacher.
Tuto temnou minulost Jihlavy připomíná tzv. Menfortův kříž. Ten nechal v polovině 19. století vztyčit výše zmíněný hospodář Menfort. Jednalo se o velký litinový kříž na kamenném soklu s německým nápisem Bože zachovej město Jihlavu; Jahann und Marie Rose Menfort 1866. Ten zde vydržel do 50. let 20. století, kdy se ztratil. V 90. letech jej nahradil kříž kamenný, který ovšem neodolal útokům vandalů. V roce 2013 nechalo město Jihlava na jeho místě vztyčit repliku původního kříže. Svěcení kříže provedl farář Petr Ivan Božik z Římskokatolické farnosti u kostela svatého Jakuba.

### Další popraviště v Jihlavě
Krkavčí vrch nebylo jediné popraviště, které se v Jihlavě či přilehlém okolí nacházelo. První bývalo na horní straně dnešního Masarykova náměstí, u pranýře. Tady skončil život řady delikventů, především vrahů, lapků, ale také dětí. O této skutečnosti nás informují zápisy v městských smolných knihách, jako je např. případ syna sládka Mertha Puklichta (11 let), jenž byl ve službě u soukeníka Losnizera v Křížové ulici. Chlapce soukeníkova žena velmi tvrdě trestala, bila a ponižovala, proto se rozhodl pomstít a dům zapálil. Požár byl včas odhalen, uhašen a viník odhalen a sťat. Věk chlapce sehrál roli v trestu, neboť mu coby žháři hrozilo upálení.
Další popraviště se nacházelo u dnešního Pražského mostu (tehdy Dlouhý most), nedaleko dnešního sídla hasičů. To bylo určeno žhářům. Třetím pak bylo místo u kostela sv. Jana Křtitele na Jánském kopečku. Tady např. vyhasl život studenta, který v Uhrách okradl svého pána, v jedné z jihlavských hospod byl odhalen a dne 9. prosince 1588 u kostelíka sťat.
Páté popraviště bývalo na tzv. Šibeničním vrchu (též Galgenberg), na Brněnském kopci, za dnešní psychiatrickou nemocnicí směrem na Kosov. Tady končil život zvlášť surových vrahů a to velmi krutým způsobem – např. vplétání do kola, pohřbení zaživa apod. Poslední popraviště se nacházelo za dnešním Znojemským mostem a nad dnešním City Parkem, kde jej dodnes připomíná původní gotický sloup. Tady bývala katům předávána těla sebevrahů, k vlastním popravám zde docházelo jen výjimečně.

## Vysílač Větrník
Již nefunkční vysílač Větrník stojí na svahu vrchu, kousek od silnice II/523, na okraji Jihlavy. S výstavbou se začalo v roce 1942 a stavbu prováděla firma C. H. Jucho z Dortmundu, která se řadila k největším ocelářským společnostem v Německu. V roce 1943 začal vysílač šířit rozhlasové vysílání v němčině. V květnu 1945 hrozilo jeho zničení, ale německý vedoucí jej pouze opustil a českému personálu pod vedením Františka Hobzy se jej podařilo během bojů zachránit. Po osvobození byl obsazen sovětskou armádou. Po válce se zároveň jednalo o jediný provozuschopný vysílač na Moravě a přenášel program brněnského rozhlasového studia. Od prosince 1945 vysílal hlavně pro Jihlavsko a Vysočinu. V letech 1952 – 1954 v noci sloužil také jako rušička Hlasu Ameriky a Jugoslávie. Ve stejné době stávala vedle věže ubikace pro třicítku vojáků a také strážní věž.
Po dokončení vysílače na Velkém Radvanu nad obcí Domamil u Moravských Budějovic v roce 1954 přestal jihlavský Větrník zastávat funkci rušičky. Na začátku sovětské okupace v roce 1968 se z vysílače krátce šířilo svobodné vysílání, když redaktor Lubomír Daněk a jeho kolegyně Věra Joudová vysílali protesty proti okupaci. V témže roce však byl vysílač znovu obsazen sovětskou armádu, která zde vykopala zákopy a vysílač umlčela.
S nástupem Václava Havla do funkce prezidenta byla zrušena vojenská ostraha vysílače. V roce 2002 došlo k propuštění zaměstnanců vysílače, neboť město dálkově ovládal vysílač Brno – Kojál. Ještě před definitivním ukončením činnosti vysílal i program Svobodné Evropy, ale 31. ledna 2004 nechal Český rozhlas v rámci redukce vysílačů a spojování programů stanic Větrník vypnout. Kvůli letecké dopravě však na vrcholu stožáru stále svítí výstražné červené osvětlení. V roce 2016 se v areálu vysílače nacházel dispečink mezinárodního dopravce Kombi Trans, který se rozhodl pro ponechání stožáru.